# Чарлз Роджерс (яхтсмен)
Чарлз Роджерс (англ. Charles Rogers, 1 червня 1937) — американський яхтсмен.
Бронзовий призер Олімпійських Ігор 1964 року в класі Дракон.